# Спелирс, Эд
Э́двард Джон (Эд) Спе́лирс (англ. Edward John "Ed" Speleers, род. 7 апреля 1988, Чичестер) — британский актёр. Наиболее известен по ролям в фильме «Эрагон» и сериале «Аббатство Даунтон».

## Биография
Родился 7 апреля 1988 года в Чичестере (Англия). Учился в престижном Истборнском Колледже и играл Ричарда III и Гамлета в школьных спектаклях. Окончил колледж в 2006 году. Играл в школьных спектаклях с 3 лет, однако не имел никакого другого актёрского опыта, кроме школьных спектаклей.
Его первый фильм, «Эрагон», основан на фэнтезийном романе Кристофера Паолини. Ранее мог сыграть роль Питера Певенси в «Хрониках Нарнии», но проиграл Уильяму Моусли.
С 2012 по 2014 год снимался в сериале «Аббатство Даунтон».

## Личная жизнь
Женат на художнице по костюмам Азии Мейси. У пары двое детей — сын и дочь.

## Фильмография
| Год       |     | Русское название           | Оригинальное название              | Роль                               |
| --------- | --- | -------------------------- | ---------------------------------- | ---------------------------------- |
| 2006      | ф   | Эрагон                     | Eragon                             | Эрагон                             |
| 2008      | с   | Пляж воспоминаний          | Echo Beach                         | Джимми Пенварден                   |
| 2009      | с   |                            | Jirō Shirasu: Man of Honour        | Робин Сесиль Бинг                  |
| 2010      | тф  | Уитчвилль: Город ведьм     | Witchville                         | Джейсон Гринт                      |
| 2011      | ф   | Похищенная                 | A Lonely Place to Die              | Эд                                 |
| 2012      | ф   | Девственники, берегитесь!  | Love Bite                          | Джейми                             |
| 2012—2014 | с   | Аббатство Даунтон          | Downton Abbey                      | Джимми Кент                        |
| 2014      | ф   | Пластик                    | Plastic                            | Сэм                                |
| 2015      | мтф | Волчий зал                 | Wolf Hall                          | Эдуард Сеймур, 1-й герцог Сомерсет |
| 2015      | с   | Партнёры по преступлению   | Partners in Crime                  | Карл Деним                         |
| 2015      | ф   | Вой                        | Howl                               | Джо                                |
| 2015      | ф   | Когда я был настоящим      | Remainder                          | Грег                               |
| 2016      | ф   | Алиса в Зазеркалье         | Alice Through the Looking Glass    | Джеймс Харкорт                     |
| 2016      | с   | Беовульф                   | Beowulf: Return to the Shieldlands | Слеан                              |
| 2017      | ф   | Дыши ради нас              | Breathe                            | Колин Кэмпбелл                     |
| 2018      | ф   | Дом, который построил Джек | The House That Jack Built          | Эд (офицер полиции №2)             |
| 2018      | ф   | Зоопарк                    | Zoo                                | Джон                               |
| 2018—2020 | с   | Чужестранка                | Outlander                          | Стивен Боннет                      |
| 2019      | с   | Любовь по расчёту          | For Love or Money                  | Джонни                             |
| 2022      | ф   | Борьба со льдом            | Against the Ice                    | Бессел                             |
| 2023      | с   | Ты                         | You                                | Рис Монтроуз                       |
| 2023      | с   | Звёздный путь: Пикар       | Star Trek: Picard                  | Джек Крашер                        |
| 2024      | ф   | Ирландская мечта           | Irish Wish                         | Джеймс Томас                       |
| 2024      | с   | Великолепная пятёрка       | The Famous Five                    | мистер Роланд                      |
| 2024      | ф   | Пятый битл                 | Midas Man                          | Текс Эллингтон                     |
|           | с   | Звёздный путь: Наследие    | Star Trek: Legacy                  | Джек Крашер                        |

## Награды и номинации
| Год  | Награда                        | Категория                                       | Работа            | Результат |
| ---- | ------------------------------ | ----------------------------------------------- | ----------------- | --------- |
| 2007 | Сатурн                         | Лучший молодой актёр или актриса                | Эрагон            | Номинация |
| 2014 | Премия Гильдии киноактёров США | Лучший актёрский состав в драматическом сериале | Аббатство Даунтон | Номинация |
| 2015 | Премия Гильдии киноактёров США | Лучший актёрский состав в драматическом сериале | Аббатство Даунтон | Победа    |